# Magog

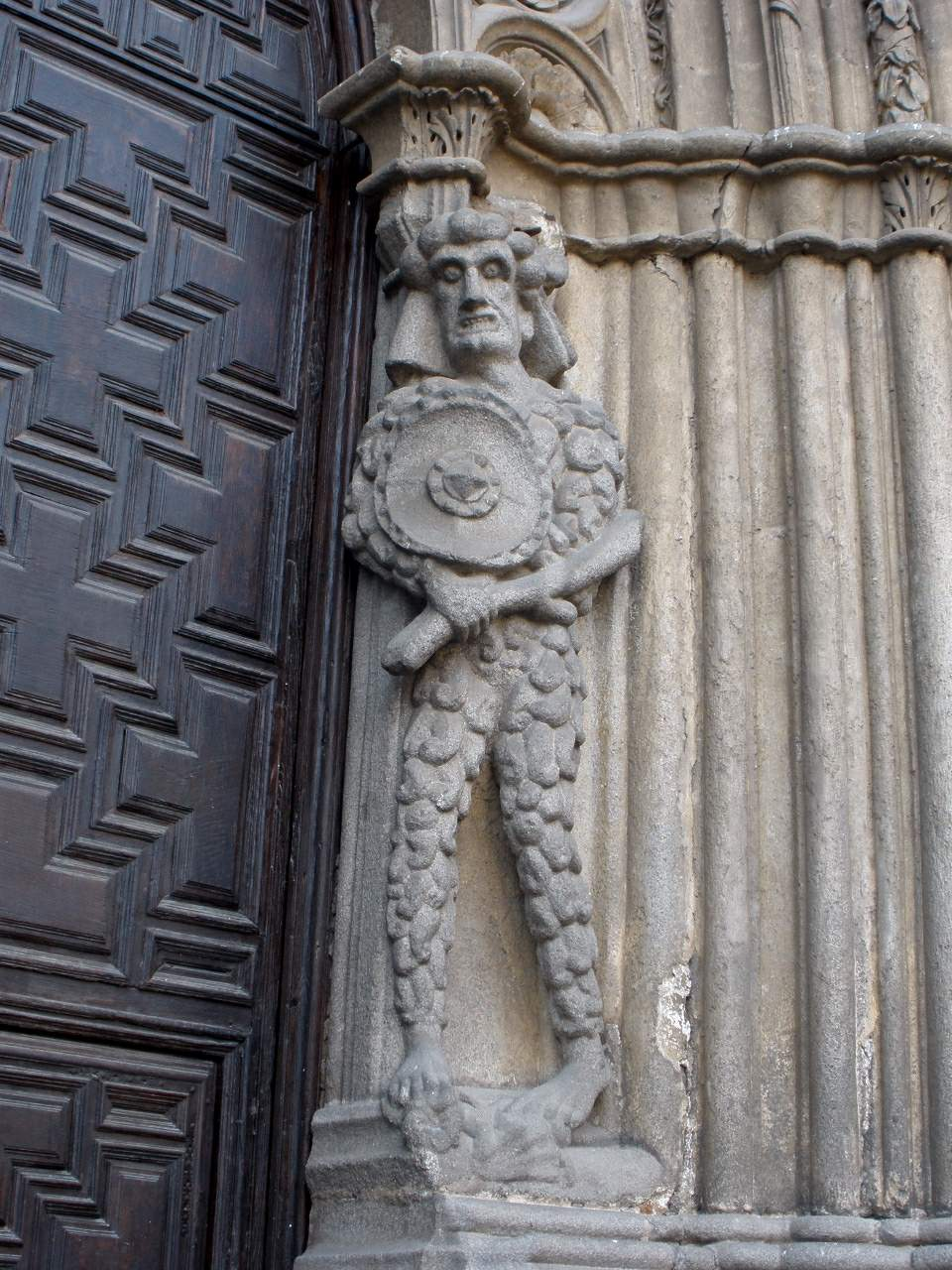
Escultura medieval de Magog en la portada de la Catedral de Ávila (España). El personaje, junto con su gobernante Gog (en el otro extremo), custodian el templo y recuerdan la importancia de mantener respeto en su interior.

Magog (en hebreo מגוג, en griego Μαγωγ) es el nombre del segundo hijo de Jafet según la Tabla de Naciones de Génesis 10. Es también el nombre de una nación, tierra o reino situado en los extremos del mundo conocido, vinculado a los eventos del Apocalipsis. Suele ser mencionado en conjunción con Gog, nombre de su gobernante, como Gog y Magog.
Magog es mencionado originalmente en el Libro de Ezequiel, donde es el país regido por un soberano de nombre Gog; se trata de una tierra o región vinculada a naciones ubicadas al norte de Israel, lugar de origen de una invasión devastadora. En el Nuevo Testamento, aparece en el Apocalipsis. En dicho libro, Magog, junto a Gog, son naciones que se encuentran: en los cuatro extremos de la tierra; después del Milenio serán engañadas por Satanás, para la batalla final contra el pueblo elegido. Sin embargo, el fuego del Cielo las consumirá.
A partir de estos textos, Magog, con su soberano Gog, son asociados con eventos catastróficos relacionados con el Apocalipsis de Juan; en los cuales representan a los enemigos arquetípicos del pueblo elegido y de Dios.
En el Islam, Magog es nombrado en el Corán en conexión con Gog como:Ya'juj wa Ma'juj (en árabe يأجوج ومأجوج) . Se los menciona en la sura 18, conocida como La Caverna en relación con Dhul Qarnein quien construyó una muralla para detenerlos más allá de las tierras civilizadas. Más adelante, en la misma sura y en la sura 21, Los Profetas, se revela que en el Día del Juicio este muro será “reducido a polvo”; entonces Gog y Magog reaparecerán para la última batalla.

## Etimología
La etimología de Magog es incierta; su primera aparición, cronológicamente hablando, es la del capítulo 38 de Ezequiel; es decir, la presencia del mismo nombre en la Tabla de Naciones debe considerarse posterior. Esto implica que Magog debe derivar de Gog, el nombre de su supuesto monarca, también que se debería buscar el origen de ambos nombres en el contexto mesopotámico del profeta, pero sin olvidar sus raíces hebreas.
Ma se ha relacionado con el asirio mat, forma de matu, país o región. Magog no sería, entonces, sino La tierra de Gog (*matGaga). Otra derivación, basada en el hebreo, sostiene que ma es un reflejo (en forma de mem locale) de mim, la proposición que indica de o desde, la expresión equivalente a de Gog (m-Gog).
Gog, por su parte, ha sido relacionado por A. van Hoonacker con el sumerio Gug, que significa literalmente una mancha negra y, por extensión, la cornalina, pero también un resplandor, dependiendo de la raíz elegida. Esta propuesta no ha sido aceptada por la mayor parte de los estudiosos, quienes prefieren ver en Gog un calco hebreo del acadio Gugu, que no es más que el nombre (atestiguado en la documentación cuneiforme de la época) del rey lidio: Giges. Magog es, pues, la tierra de Giges. El problema con esta interpretación es que en el texto se dice que Gomer, es decir, el pueblo cimerio, es aliado de Magog, lo cual no corresponde con el hecho de que eran enemigos de Lidia y su rey; Giges. Sin embargo, se ha hecho notar que Giges fue el primer soberano, en alianza con Assurbanipal, en derrotar a los hasta entonces invictos cimerios, lo cual puede reflejarse en el texto, donde aparece encabezando una coalición de pueblos sometidos.
Algunos intérpretes ven en Magog una manera críptica de referirse a Babilonia, similar al Sesac mencionado en Jeremías 25:26, el cual es generalmente admitido como un caso de atbaš. Siguiendo esta hipótesis, מגג (mgg) escrito a la inversa; גגמ (ggm) y sustituyendo cada letra por su precedente en el alefato hebreo da como resultado: בבל (bbl), es decir, Babel. Algunos comentadores, empero, consideran injustificada la omisión del waw intermedio en מגוג (mgwg).
Según otros autores, el nombre puede rastrearse hasta los tiempos de las Cartas de Amarna. En efecto, en la correspondencia de Amenofis III con Kadashman Bel de Babilonia, se lee: « … Quien sabe si ella no es hija de una esclava, o hija de un Ga-ga-aï [habitante del país de Ga-ga), o hija del país de Hanigalbat…  » Dado el contexto geográfico, este país de Gaga corresponde a los Gasgas, quienes moraron en la posterior Melitene, en el Alto Éufrates, el mismo donde se sitúan Tubal y Mesec. Esta hipótesis, sin embargo, sólo prueba la existencia de un pueblo de nombre similar, ocho siglos antes de la época de Ezequiel.

## Magog en los textos hebreos

### Ezequiel
El libro de Ezequiel recoge las visiones proféticas de un sacerdote del Templo de Jerusalén; Ezequiel, quien se encuentra entre los judíos deportados a Babilonia en el siglo VI a. C. El principal propósito del profeta es demostrar que el exilio es un castigo divino originado en la "infidelidad" del pueblo elegido hacia Yahvé. Como corolario de esta afirmación, Ezequiel sostiene que el arrepentimiento del pueblo y su sincera conversión al culto exclusivo de Yahvé llevaría al retorno de los cautivos a la Tierra Santa y su restauración como el pueblo escogido de Dios. El centro de esta nueva nación sería la ciudad de Jerusalén y su Templo reconstruido.
Una vez declarado este propósito divino, Ezequiel recibe una revelación, contenida en los capítulos 38 y 39, en la cual se anuncia una gran invasión sobre la Tierra Santa desde los extremos de la tierra. Este ataque sería encabezado por Gog, rey de Magog, quien gobierna también sobre Mesec y Tubal.

Entonces vino a mí la palabra del Señor, diciendo: “Oh hijo de hombre, pon tu rostro hacia la tierra de Magog, contra Gog, príncipe soberano de Mesec y Tubal. Profetiza contra él y di que así ha dicho el Señor Dios: ‘He aquí, yo estoy contra ti, oh Gog, príncipe soberano de Mesec y Tubal. Te haré dar vuelta y pondré ganchos en tus quijadas. Te sacaré a ti y a todo tu ejército —caballos y jinetes, todos vestidos espléndidamente—, una gran multitud con escudos y defensas, llevando todos ellos espadas. Persia, Etiopía y Libia estarán con ellos; todos ellos con escudos y cascos. Estarán contigo Gomer y todas sus tropas; Bet-togarma, de los confines del norte, con todas sus tropas, y muchos otros pueblos"
Ezequiel 38: 1-6 (versión Reina Valera actualizada 2015)

Este gran ejército se presenta como venido desde los confines del mundo conocido y especialmente del norte, el origen de las invasiones más devastadoras para la región. Sin embargo, y en el momento decisivo, Dios mismo intervendría para salvar a su pueblo que mora pacificamente y le sirve con fidelidad. Las huestes enemigas serán destruidas y el soberano, Gog, aniquilado con todo su poderío. Finalmente, dice Yahvé:

"Enviaré fuego sobre Magog y sobre los que habitan con seguridad en las costas. Y sabrán que yo soy el Señor".
Ezequiel 39: 6 (versión Reina Valera actualizada 2015)

Este texto ha sido considerado como el fundamento de toda la literatura apocalíptica posterior, en efecto, en él aparece la idea de una batalla decisiva librada por Dios mismo en favor de sus elegidos.
En cuanto a los pueblos mencionados; Mesec y Tubal son dos reinos contemporáneos del profeta (florecen desde el siglo VII a. C.) ubicados en Anatolia Central, al norte de Israel. Persia se ubica hacia el este, Kush o Etiopía hacia el sur y Put o Libia hacia el oeste. Se indica de este modo una alianza que proviene "desde los extremos de la tierra", pero liderada por un príncipe del norte. Gomer, como se ha señalado, corresponde a los cimerios, un pueblo nómada originario de las costas del Mar Negro y que por esos tiempos saqueaba las regiones de Anatolia y el Alto Tigris. Beth Togarma (es decir La Casa de Togarma) se ubicaba en las fronteras de Tubal, quizás relacionada con la antigua Tegarama de los hititas y Til-Garimmu de los textos asirios, Oliver Gurney la sitúa en el sudeste de Anatolia y otros autores en Anatolia Central, cerca de la actual Gürün, al este de Kanesh.

### Tabla de las Naciones

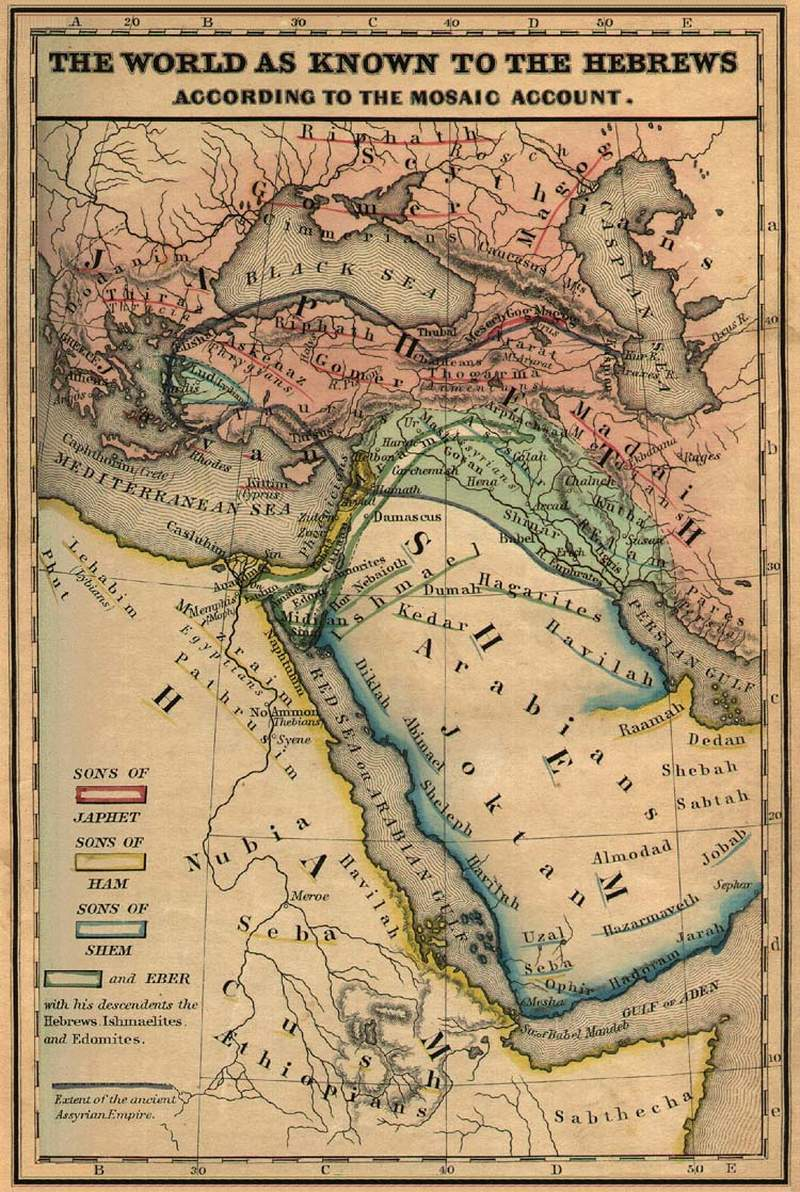
El Cercano Oriente, según la visión hebrea (1854). Magog está ubicado al norte del Mar Caspio, identificándose con los escitas, según una interpretación corriente en el siglo XIX

La Tabla de las Naciones o Descendencia de Noé, es una lista de setenta pueblos (hebreo: goyim) que aparece en el libro del Génesis y, ligeramente corregida, en el Primer Libro de Crónicas. También existe una versión ampliada en el Libro de los Jubileos.
Este elenco incluye los etnónimos y topónimos usados en la cultura hebrea, considerados como parte de un mismo árbol genealógico; una práctica común en el Cercano Oriente. Tomando como punto de partida a los tres hijos del patriarca Noé, únicos sobrevivientes del diluvio; Sem, Cam y Jafet se mencionan a sus hijos y nietos como los progenitores de las naciones existentes en el mundo conocido por los escritores hebreos hacia el siglo quinto antes de Cristo.
Entre los descendientes de Jafet, se menciona a Magog entre Gomer, los cimerios, y Madai, los medos; seguido por Javán, Tubal, Mesec y Tiras, es decir los griegos (jonios), los tibarenos, los moscos y un pueblo que se ha identificado con los tirrenos o los tracios.
El libro de los Jubileos, datable en el siglo II a. C., amplía esta escasa información, asignando territorios a los hijos de Jafet:

Y la primera porción salió para Gomer al este desde el lado norte hasta el río Tina; y en el norte salió para Magog, todas las regiones interiores del norte hasta llegar al mar de Me'at...
Libro de los Jubileos, 9:8-9.

El río Tina, casi con certeza, es el Tanais (Τάναϊς) de los autores griegos contemporáneos, es decir el Don, y el mar de Me'at corresponde al Lago Meótide, actualmente llamado Mar de Azov.

#### Árbol genealógico de Magog según Génesis 10
|       |       |       |       |       |       |  |  |       |       |       |       |       |       |  |  | Lamec |       |       |       |       |       |  |  |       |       |       |       |       |       |  |  |       |       |       |       |       |       |  |  |       |       |       |       |       |       |  |  |       |       |       |       |       |       |  |  |  |  |  |  |  |  |  |  |  |  |  |  |  |  |  |  |
|       |       |       |       |       |       |  |  |       |       |       |       |       |       |  |  |       |       |       |       |       |       |  |  |       |       |       |       |       |       |  |  |       |       |       |       |       |       |  |  |       |       |       |       |       |       |  |  |       |       |       |       |       |       |  |  |  |  |  |  |  |  |  |  |  |  |  |  |  |  |  |  |
|       |       |       |       |       |       |  |  |       |       |       |       |       |       |  |  | Noé   |       |       |       |       |       |  |  |       |       |       |       |       |       |  |  |       |       |       |       |       |       |  |  |       |       |       |       |       |       |  |  |       |       |       |       |       |       |  |  |  |  |  |  |  |  |  |  |  |  |  |  |  |  |  |  |
|       |       |       |       |       |       |  |  |       |       |       |       |       |       |  |  |       |       |       |       |       |       |  |  |       |       |       |       |       |       |  |  |       |       |       |       |       |       |  |  |       |       |       |       |       |       |  |  |       |       |       |       |       |       |  |  |  |  |  |  |  |  |  |  |  |  |  |  |  |  |  |  |
|       |       |       |       |       |       |  |  |       |       |       |       |       |       |  |  |       |       |       |       |       |       |  |  |       |       |       |       |       |       |  |  |       |       |       |       |       |       |  |  |       |       |       |       |       |       |  |  |       |       |       |       |       |       |  |  |  |  |  |  |  |  |  |  |  |  |  |  |  |  |  |  |
|       |       |       |       |       |       |  |  | Sem   | Sem   | Sem   | Sem   | Sem   | Sem   |  |  | Cam   | Cam   | Cam   | Cam   | Cam   | Cam   |  |  | Jafet | Jafet | Jafet | Jafet | Jafet | Jafet |  |  |       |       |       |       |       |       |  |  |       |       |       |       |       |       |  |  |       |       |       |       |       |       |  |  |  |  |  |  |  |  |  |  |  |  |  |  |  |  |  |  |
|       |       |       |       |       |       |  |  | Sem   | Sem   | Sem   | Sem   | Sem   | Sem   |  |  | Cam   | Cam   | Cam   | Cam   | Cam   | Cam   |  |  | Jafet | Jafet | Jafet | Jafet | Jafet | Jafet |  |  |       |       |       |       |       |       |  |  |       |       |       |       |       |       |  |  |       |       |       |       |       |       |  |  |  |  |  |  |  |  |  |  |  |  |  |  |  |  |  |  |
|       |       |       |       |       |       |  |  |       |       |       |       |       |       |  |  |       |       |       |       |       |       |  |  |       |       |       |       |       |       |  |  |       |       |       |       |       |       |  |  |       |       |       |       |       |       |  |  |       |       |       |       |       |       |  |  |  |  |  |  |  |  |  |  |  |  |  |  |  |  |  |  |
| Gomer | Gomer | Gomer | Gomer | Gomer | Gomer |  |  | Magog | Magog | Magog | Magog | Magog | Magog |  |  | Madai | Madai | Madai | Madai | Madai | Madai |  |  | Javan | Javan | Javan | Javan | Javan | Javan |  |  | Tubal | Tubal | Tubal | Tubal | Tubal | Tubal |  |  | Mesec | Mesec | Mesec | Mesec | Mesec | Mesec |  |  | Tiras | Tiras | Tiras | Tiras | Tiras | Tiras |  |  |  |  |  |  |  |  |  |  |  |  |  |  |  |  |  |  |

### Otros textos
Después de Ezequiel, la tradición judía modificó la expresión:"Gog de Magog" en "Gog y Magog", proceso que puede ser seguido en la literatura de la época del Segundo Templo. En efecto, el tercer libro de los Oráculos Sibilinos (procedente de la comunidad judía de Alejandría en torno al siglo II a. C.) los menciona a ambos de esta manera:

¡Ay de ti, oh tierra de Gog y Magog, en medio de los ríos de Etiopía!
Oráculos Sibilinos, 391 .

Y, más adelante:

¡Ay de ti, Gog y Magog, y además, uno tras otro, mardios y dayanos!; ¡Cuántos males el destino, os traerá! Ay de la tierra de Licia, de Misia y de Frigia. Y las grandes naciones de pamfilios, lidios, carios, capadocios y los etíopes y los árabes de lengua extraña caerán. ¿Cómo hablar de ellos? Porque sobre todas las naciones que habitan la tierra, el Altísimo enviará una plaga.
Oráculos Sibilinos, Libro III, 645 - 650 .

Estas menciones, junto con la de la Tabla de Naciones, son las más antiguas después de las del Libro de Ezequiel. Gog se ha unido a Magog como una designación colectiva y se los sitúa bien en "los ríos de Etiopía", que puede referirse al Alto Nilo pero en ocasiones a la India, bien en las regiones del extremo norte, entre el Mar Negro y el Caspio, dado que los dayanos pueden identificarse con los habitantes del Dehistan en la provincia de Balkan de Turkmenistán o con los dacios, ubicados al oeste de Mar Negro, en la actual Rumania.
Poco tiempo después, el Libro de los Jubileos (ya citado) hace tres referencias a Magog; en una de ellas repite la genealogía de Génesis 10, en la otra Gog es el nombre de una región y en la última se le asigna a Magog un territorio cercano al Mar de Azov.
Ya en el siglo primero de nuestra era, el Pseudo Filón, también conocido como Libro de las Antigüedades Bíblicas (Liber Antiquitatum Biblicarum), reelabora los relatos de la Escritura y nombra a los siete hijos de Magog, a saber: Cesse, Thipha, Pharuta, Ammiel, Phimei, Goloza, Samanach agregando que ocuparon la región de Degal, tomando esposas de los hijos de Joctán y dominando la región.
También la versión samaritana de la Torah, así como la Septuaginta griega intercambian los nombres de Gog y Magog en algunos manuscritos.

#### Qumrán
En el llamado Rollo de la Guerra, no se menciona a Magog, pero sí a Gog "... y todas las compañías en torno suyo" (1QM XI,16) como parte de los enemigos de los Hijos de la Luz. Estos enemigos son nombrados en otras partes como "los Kittim" (identificados tanto con los seleúcidas como con los romanos) y el término Gog no vuelve a aparecer en el texto.

#### Midrash
En los textos exegéticos del judaísmo rabínico, Magog, a veces identificado con el nombre de Gog, aparece en las secciones hagádicas o narrativas. Magog (o Gog) es una nación del lejano norte, nunca identificada con algún pueblo concreto, que atacará a Israel en la guerra de los últimos días. Algunos textos dicen que el Mesías, hijo de José derrotará a Gog y Magog, pereciendo en la guerra. Tras este acontecimiento, llegará el Mesías hijo de David.

## Magog en el cristianismo
Magog, y su soberano Gog, juegan un papel importante en las creencias cristianas sobre el final de los tiempos, así como en la geografía desarrollada por la Cristiandad medieval en Europa y el Levante. La mención de Magog en el Antiguo Testamento fue relacionada, aún antes del desarrollo del cristianismo, con los pueblos nómadas de Asia Central. Tras el establecimiento de la fe cristiana como religión oficial del Imperio Romano, esta identificación entre los bárbaros de más allá de las fronteras y los enemigos de Dios y de su Iglesia se convirtió en parte del acervo cultural del mundo cristiano, si bien no siempre con connotaciones negativas.
Desde la Edad Media hasta el siglo XXI, numerosas iglesias cristianas han identificado a Magog con estados o grupos étnicos orientales, en especial de la gran estepa euroasiática, considerados como sus enemigos potenciales. También los musulmanes fueron considerados por algunos como las huestes de Magog, en tanto combatían a la civilización cristiana.
El Islam, como ya se ha visto, heredó la creencia judeocristiana en este pueblo salvaje y remoto, incorporándola a sus escritos sagrados.

### Apocalipsis

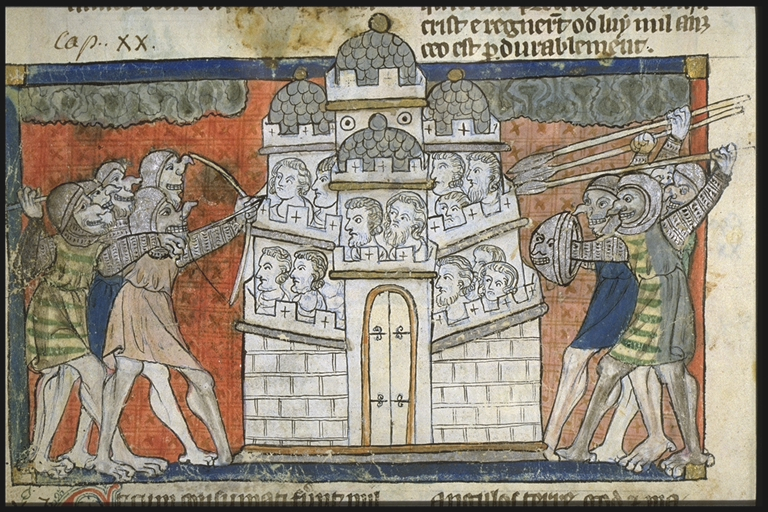
Gog y Magog ponen sitio a la Ciudad de los Santos.
— Apocalipsis anglo-normando en verso, Tolosa MS. 815, fol. 49v

La única mención de Magog, junto con Gog, en el Nuevo Testamento corresponde al capítulo 20 del Apocalipsis, donde se lee:

Cuando se cumplan los mil años, Satanás será soltado de su prisión y saldrá para engañar a las naciones que están sobre los cuatro puntos cardinales de la tierra, a Gog y a Magog, a fin de congregarlos para la batalla. El número de ellos es como la arena del mar. Y subieron sobre la anchura de la tierra, y rodearon el campamento de los santos y la ciudad amada; y de Dios descendió fuego del cielo, y los consumió. Y el diablo que los engañaba fue lanzado en el lago de fuego y azufre, donde estaban la bestia y el falso profeta; y serán atormentados día y noche por los siglos de los siglos.
Apocalipsis 20,: 7-10.

En el contexto del libro, y especialmente en los capítulos 19 a 21, Magog (presentado junto con Gog y no como en Ezequiel) es el paradigma de los pueblos lejanos a los que Satanás, después de los mil años del reinado de Cristo, reclutará para la batalla final contra el pueblo elegido de Dios. Esta batalla, sin embargo, no tendrá lugar porque, como en Ezequiel, caerá fuego desde el Cielo para destruirlos, después de lo cual el Diablo y sus seguidores serán atormentados en un lago de fuego y, tras el Juicio Final, llegará la Nueva Jerusalén.
El texto reseñado reelabora las profecías en un sentido cristiano. Como en la literatura judía del Segundo Templo, ya no se trata de Gog, príncipe de Magog, sino de Gog y Magog, expresión que se repetirá en los escritos posteriores, incluido el Corán. No se describe a estos enemigos finales y el estilo propio de este tipo de literatura tampoco permite precisar si la batalla que se describe corresponde a la del Armagedón, vista desde otra perspectiva, o una posterior como se desprende de una primera lectura.
Numerosas han sido las interpretaciones de este pasaje. En la Antigüedad y el Medioevo se buscó identificar al pueblo de (Gog) y Magog con alguno de los enemigos de la Cristiandad, anticipar su papel en los eventos escatológicos y explicar su situación actual como resultado de algún obstáculo (el muro de Alejandro) que sería removido en los tiempos finales. También se buscó en Magog al antepasado de tal o cual raza.
Modernamente, los expertos han cuestionado la integridad de los capítulos aludidos, postulando distintos orígenes y épocas para cada una de las partes, y han rastreado sus dependencias en la literatura contemporánea. De esta manera, se puede poner en contexto a las visiones de Juan, mostrando como reflejan el mapa geopolítico de la última mitad del siglo I d. C.
Los grupos fundamentalistas, sin embargo, rechazan estos estudios y continúan buscando en el mundo actual a esta nación que, seducida por el demonio, protagonizará la última batalla de la historia.

## Magog en el islam

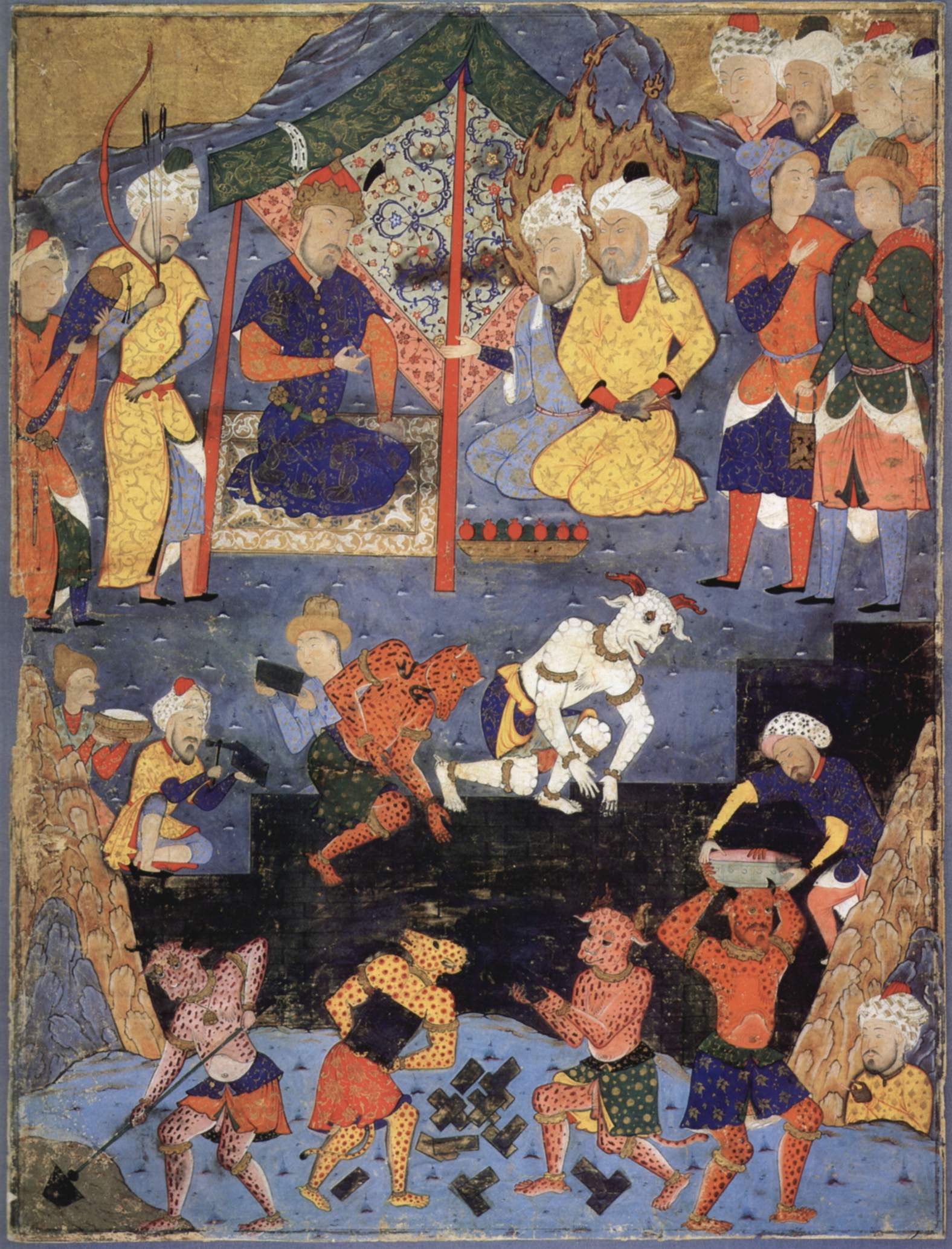
Iskandar (Alejandro) construye un muro para encerrar a Yajuj y Majuj; ayudado por los devas (demonios).— Miniatura persa de un Falnama o libro de presagios, siglo XVI

En la sura conocida como La Caverna se menciona a Dhul Qarnein (identificado a veces con Alejandro Magno y en otros textos con Ciro el Grande) quien viajó:

... hasta alcanzar el lugar más oriental del continente donde vio que el Sol salía sobre un pueblo al que no habíamos concedido resguardo para protegerse de él... Hasta llegar a un valle entre dos montañas donde encontró un pueblo que apenas comprendía sus palabras. Dijeron: ¡Oh, Dhul Qarnein ! Por cierto que Gog y Magog corrompen la Tierra. ¿Quieres que te paguemos a cambio de que levantes una muralla entre ellos y nosotros?
El Corán, Sura 18, La Caverna, 90 - 94.

Dhul Qarnein responde que edificará una muralla para contenerlos y el texto añade: Y no pudieron escalarla, ni tampoco perforarla, pero agrega más adelante: Dijo [ Dhul Qarnein ]: Ésta es una misericordia de mi Señor, pero cuando llegue la promesa de mi Señor [próximo al Día del Juicio] la reducirá a polvo. Y la promesa de mi Señor es verdadera. Ese día dejaremos que surjan [Gog y Magog] a la humanidad [y la corrompan], luego será tocada la trompeta y los congregaremos a todos.
Más adelante, en la sura 21; Los Profetas, se lee:

[Y cuando se aproxime el Día del Juicio] Abriremos la barrera de Gog y Magog, y ellos se precipitarán desde todas las laderas [y devastarán cuanto encuentren a su paso]
El Corán, Sura 21, Los Profetas,96.

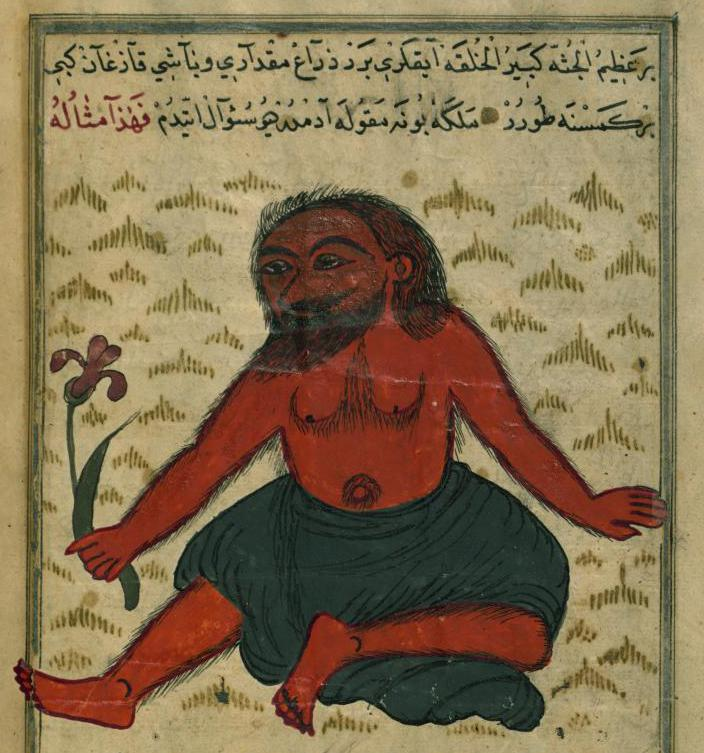
El monstruo de Gog y Magog, por al-Qazwini (1203–1283).

En diferentes hadices se dan más detalles sobre Gog y Magog; se dice que todos los días cavan en la base de la muralla mencionada, pero que desisten cuando llega la noche, esperando que al día siguiente puedan terminar su obra. Sin embargo, al otro día la barrera es más fuerte que antes y deben reemprender el trabajo. Esto sucede porque al terminar su jornada omiten decir: "si Dios quiere" (Insha'Allah). Un día, empero, lo dirán y encontrarán al siguiente su brecha tal como la habían dejado. Entonces continuarán cavando hasta superar la muralla e invadir el mundo. Acabarán con las reservas de agua y las gentes deberán refugiarse de ellos en sus fortalezas. Gog y Magog, engreídos, dirán que han derrotado a "la gente de la tierra y a la gente del cielo". Lanzarán, entonces, flechas hacia el firmamento, las cuales volverán a caer manchadas con sangre. También se menciona que en esos días, Jesús, el hijo de María, junto con los justos serán sitiados en el monte Tur. Abrumados por el hambre, invocarán la ayuda divina. En respuesta, Dios enviará un insecto (o un gusano) que picará en el cuello a las huestes de Gog y Magog, provocándoles la muerte. Luego, unos pájaros prodigiosos se llevarán sus cadáveres para que no produzcan fetidez y una lluvia milagrosa lavará la tierra. En otros hadices se presenta al Profeta despertándose preocupado porque; "...la grieta del muro... acaba de abrirse un poco" y afirmando que hasta las gentes de Dios podrían perecer "si la corrupción se extiende". También hay descripciones de Gog y Magog como sendas naciones que contienen a otras cuatrocientas dentro de ellas, pobladas por gigantes monstruosos y prolíficos.
Existen, por otra parte, interpretaciones místicas de Gog y Magog como el ego y los pensamientos corrompidos según Al-Insân Al-Kâmil (El hombre perfecto) del sabio sufí; Al Jîlî.
Los estudiosos consideran que estas historias derivan del encuentro de las obras helenísticas sobre Alejandro Magno, especialmente vinculadas a su acción contra los bárbaros del norte y de este, con la escatología cristiana, incorporando temas que pueden ser rastreados hasta las culturas mesopotámicas (incluyendo la Epopeya de Gilgamesh). El ámbito privilegiado de este contacto fue, sin dudas, la región de Siria durante los años formativos del Islam.

## Identificaciones
Flavio Josefo identificó, en efecto, a los descendientes de Magog como los escitas, un nombre usado en la Antigüedad para la gente del norte del Mar Negro llamados escitas, Magogia. También se ha conjeturado a veces que los descendientes de Magog eran los progenitores de los pueblos eslavos . Para los árabes son los Turcomanos descendientes de Yadjudj y Madjudj según el Corán. Las Puertas Caspias o el muro de Al Magog (algunos creen que se refiere a la muralla china) se asocian con la entrada a las tierras de los escitas, en este caso se cree que los chinos son Magog. El libro etíope de los Jubileos, que es una traducción de una obra judaica intertestamentaria, dice que los proto-esenios ubicaban a Gog y Magog en Ucrania durante el siglo IV a. C.
Según algunas tradiciones irlandesas, tales como las crónicas irlandesas, la raza irlandesa está compuesta por varias tribus indoeuropeas incluyendo descendientes de Magog. Baath (Boath), Jobhath y Fathochta son los tres hijos de Magog. Partholón, Nemed e Iobath son descendientes de Magog. Se supuso que Magog pudo haber tenido un nieto llamado Heber, que se separó a través del Mediterráneo.
Hay también una leyenda húngara que dice que los magiares descienden de los hermanos gemelos nombrados Hunor y Magor, que vivieron a orillas del mar de Azov en los años siguientes a la inundación (Diluvio universal) y tomaron a las esposas de los Alanos. Según una versión de esta leyenda en la Crónica medieval de Pictum, este Magor es Magog, hijo de Japheth.

## Magog en la cultura popular
- Magog es un personaje de la miniserie The Kingdom Come y The Kingdom, y que cuenta una historia relacionada con un cataclismo entre las generaciones de superhéroes y sus malas acciones frente al legado de Superman y sus compañeros de la JLA, y es el nuevo integrante de la JSA en la actualidad, mientras que Gog es un dios de la era del llamado Tercer Mundo de los antiguos dioses de Nuevo Génesis, de Jack Kirby. Además hace poco apareció en un número regular de la serie de la JSA.

- En el episodio de la temporada 13 «Good Intentions» de la serie de televisión Supernatural, Magog aparece como un guerrero, junto con otro llamado Gog. Luchan contra los protagonistas Castiel y Dean Winchester. Después de que Dean los mata, se revela que Magog y Gog son bestias primitivas formadas de roca y arena, un tipo de criatura que Castiel creía que se había extinguido durante la Gran Inundación.

- En la canción de la banda Génesis «Supper's Ready» de 1972, los «Guardias de Magog» se mencionan en la sexta sección titulada «Apocalipsis en 9/8 (coprotagonizada por los talentos de Gabble Ratchet)». Durante las presentaciones en vivo de la canción, el cantante principal Peter Gabriel usaba un atuendo para representar a Magog.

- En la serie de televisión Andrómeda, los Magog se representan como una raza hostil de extraterrestres que atacan la tierra y diezman su población. Se muestra que se reproducen poniendo huevos en huéspedes humanos solo para devorar al huésped al nacer.

- En el juego de rol de mesa Shadow of the Demon Lord, Magog es el nombre de un poderoso genio que finalmente crea los Hombres de Gog, una raza dedicada a destruir las razas inmortales del mundo de Urth.

- En el álbum de Peter Hammill In Camera (1974), hay una canción llamada «Gog/Magog».

- En la serie de videojuegos Oddworld, el conglomerado de villanos que se opone al protagonista en cada juego se llama Magog Cartel.

- En el videojuego Bayonetta Origins: Cereza and the Lost Demon, es un hada guerrero con equipamiento militar de caballero, al servicio del rey hada del Bosque de Avalon.